# Instytut Chemii Bioorganicznej Polskiej Akademii Nauk
Instytut Chemii Bioorganicznej Polskiej Akademii Nauk (ICHB PAN) – jednostka naukowa Polskiej Akademii Nauk o statusie instytutu, z siedzibą w Poznaniu. Prowadzi badania interdyscyplinarne, łączące chemię i biologię i informatykę, zwłaszcza w obszarze kwasów nukleinowych i białek oraz ich elementów składowych (np. nukleozydów, nukleotydów i oligonukleotydów), które obejmują ich syntezę, badania strukturalne oraz biologiczne. Przy ICHB PAN afiliowane jest Poznańskie Centrum Superkomputerowo-Sieciowe (PCSS).

## Informacje ogólne
W ICHB PAN zatrudnionych jest ponad 780 osób, w przybliżeniu w połowie w PCSS i w połowie w części chemiczno-biologicznej. Wśród ok. 130 pracowników naukowych 17 ma tytuł profesora, a 33 stopień doktora habilitowanego; ponadto w instytucie pozostaje aktywnych 7 profesorów emerytowanych. Łącznie w badania naukowe jest zaangażowanych bezpośrednio ponad 200 pracowników i ok. 80 doktorantów. W latach 1994–2024 ICHB PAN prowadził Środowiskowe Studium Doktoranckie. W 2019 r. utworzona została prowadzona wspólnie z innymi instytutami PAN środowiska wielkopolskiego Poznańska Szkoła Doktorska Instytutów Polskiej Akademii Nauk (PSD IPAN).
ICHB PAN ma prawo nadawania stopni doktora i doktora habilitowanego w dziedzinie nauk ścisłych i przyrodniczych, w dyscyplinie nauki chemiczne i nauki biologiczne (wcześniej uprawnienia te obejmowały dziedzinę nauk chemicznych w obszarze chemii i biochemii). W kwietniu 2025 r. w ICHB PAN funkcjonowało 28 zakładów naukowych, 13 pracowni specjalistycznych i 1 zespół merytoryczny oraz PCSS. Dwie z pracowni tworzą Centrum Biologii Chemicznej ERIC, w którym działa wysokoprzepustowy system robotyczny Agamede. Poza laboratoriami badawczymi oraz pomieszczeniami PCSS, ICHB PAN posiada m.in. bibliotekę oraz centrum konferencyjne obejmujące aulę i dwie sale seminaryjne.

## Wybrane osiągnięcia
W 2011 r. ICHB PAN wraz z Wydziałem Biologii UAM utworzył Poznańskie Konsorcjum RNA, które w 2014 r. na okres 5 lat uzyskało status Krajowego Naukowego Ośrodka Wiodącego, nadawany przez Ministerstwo Nauki i Szkolnictwa Wyższego.
W latach 2017–2021 ICHB PAN miał przyznaną najwyższą kategorię A+ jednostek naukowych w Polsce. Od roku 2022 ma przyznane kategorie naukowe w 3 dyscyplinach:
- nauki biologiczne: A+
- nauki chemiczne: A+
- informatyka techniczna i telekomunikacja: A

Do większych inicjatyw ICHB PAN należy Europejskie Centrum Bioinformatyki i Genomiki, utworzone wspólnie z Wydziałem Informatyki Politechniki Poznańskiej. Znalazło się ono na tzw. Polskiej Mapie Drogowej Infrastruktury Badawczej. W ramach ECBiG w 2016 r. uruchomiono projekt Genomiczna Mapa Polski o finansowaniu ponad 100 mln zł, w znacznej części ze środków funduszy europejskich. Innym dużym projektem realizowanym w ICHB PAN jest „NEBI – Krajowy Ośrodek Badań Obrazowych w Naukach Biologicznych i Biomedycznych”, wartość projektu: 254 mln zł (konsorcjum ICHB PAN/PCSS/Instytut Biologii Doświadczalnej im. M. Nenckiego PAN).
W 2020 r. ICHB PAN włączył się w walkę z pandemią COVID-19, wykonując testy na obecność wirusa SARS-CoV-2 dla obszaru Wielkopolski, a także opracowując własny test, oparty w całości na materiałach produkowanych w Polsce, znacznie tańszy od testów komercyjnych i dostępny na masową skalę.

## Profil badawczy
- chemiczna synteza i stereochemia modyfikowanych nukleozydów, nukleotydów i oligonukleotydów,
- chemia organicznych związków fosforu,
- chemia, biologia molekularna i badania strukturalne RNA,
- mechanizmy rozpoznawania molekularnego, biblioteki(inne języki) oligonukleotydowe, mikromacierze,
- analiza konformacyjna białek i kwasów nukleinowych za pomocą krystalografii rentgenowskiej i wysokorozdzielczego NMR,
- genetyka molekularna oddziaływań roślina – mikroorganizm, transformacja komórek roślinnych obcym DNA, rośliny transgeniczne,
- biologia molekularna wirusów i onkogenów,
- modelowanie molekularne i metody obliczeniowe w chemii i biologii molekularnej.

## Samodzielni pracownicy naukowi

### Aktualnie zatrudnieni
Stan na marzec 2025 r.
- Profesorowie tytularni[2][3]: Paweł Bednarek, Marcin Chmielewski, Maciej Figiel, Marek Figlerowicz, Zofia Gdaniec, Michał Jasiński, Mariusz Jaskólski, Elżbieta Kierzek, Ryszard Kierzek, Piotr Kozłowski, Mirosława Naskręt-Barciszewska, Marta Olejniczak, Anna Pasternak, Wojciech Rypniewski, Marta Szachniuk, Jan Węglarz i Eliza Wyszko.

- Doktorzy habilitowani[2][3]: Maciej Antczak, Krzysztof Brzeziński, Mariola Dutkiewicz, Agnieszka Fiszer, Mirosław Gilski, Kamilla Grzywacz, Luiza Handschuh, Paulina Jackowiak, Anna Jasińska, Agnieszka Kiliszek, Jacek Kolanowski, Edyta Kościańska, Krzysztof Kurowski, Anna Kurzyńska-Kokorniak, Magdalena Łuczak, Tomasz Ostrowski, Katarzyna Pachulska-Wieczorek, Anna Philips(inne języki), Katarzyna Rolle, Miłosz Ruszkowski(inne języki), Agnieszka Rybarczyk, Michał Sobkowski, Agata Świątkowska(inne języki), Aleksandra Świercz, Agata Tyczewska(inne języki), Anna Urbanowicz, Barbara Uszczyńska-Ratajczak, Zbigniew Warkocki, Marzena Wojciechowska i Agnieszka Żmieńko(inne języki).

### Byli pracownicy samodzielni
Prof. dr hab. Ryszard Adamiak, prof. dr hab. Jan Barciszewski, prof. dr hab. inż. Jacek Błażewicz, prof. dr hab. Jerzy Boryski, prof. dr hab. Maria Danuta Bratek-Wiewiórowska, prof. dr hab. inż. Grzegorz Bujacz, prof. dr hab. Józef Bujarski, Jerzy Ciesiołka, Rafał Ciosk, prof. dr hab. Piotr Formanowicz, dr hab. Małgorzata Giel-Pietraszuk, prof. dr hab. Bożenna Golankiewicz, dr hab. inż. Stefan Grocholewski, prof. dr hab. Krzysztof Gulewicz, prof. dr hab. Hieronim Jakubowski, prof. dr hab. Marta Kasprzak, dr hab. Joanna Kosman, prof. dr hab. Adam Kraszewski, dr hab. Karolina Krystkowiak, prof. dr hab. Włodzimierz Krzyżosiak, dr hab. Tadeusz Kuliński, prof. dr hab. Andrzej Legocki, dr hab. Piotr Łukasiak, prof. dr hab. Wojciech Markiewicz, Takashi Miki, dr hab. Michał Sikorski, prof. dr hab. Jacek Stawiński, prof. dr hab. Maciej Stobiecki, prof. dr hab. Tomasz Twardowski, prof. dr hab. Maciej Wiewiórowski, Anna Wojakowska, prof. dr hab. Przemysław Wojtaszek, dr hab. Jan Wrzesiński.

## Historia
Instytut Chemii Bioorganicznej PAN wywodzi się z powstałego w 1969 roku poznańskiego Zakładu Stereochemii Produktów Naturalnych Instytutu Chemii Organicznej PAN, kierowanego przez prof. Macieja Wiewiórowskiego. W roku 1974 zespół Wiewiórowskiego przeniósł się do budynków przy ul. Noskowskiego, a w 1980 roku przekształcił się w Zakład Chemii Bioorganicznej PAN, który w 1988 r. uzyskał status samodzielnego instytutu PAN. W pierwszej połowie lat 90. Instytut zyskał znaczne powierzchnie laboratoryjne i biurowe oraz szklarnię, stanowiące Ośrodek Nauki PAN w Poznaniu.
Od stycznia 2015 Instytut jest właścicielem willi miejskiej przy ul. Wieniawskiego 21/23, w której uruchomiono Centrum Innowacyjności i Edukacji Społecznej Instytutu Chemii Bioorganicznej PAN.
Jesienią 2022 r. IChB PAN przejął zespół pałacowo-parkowy w Turwi.

### Kierownictwo

#### Dyrektorzy
Zakładem Chemii Bioorganicznej PAN, a następnie Instytutem Chemii Bioorganicznej PAN kierowali:
- 1980–1988: Maciej Wiewiórowski (założyciel i kierownik ZChB PAN do emerytury)
- 1988–2003: Andrzej Legocki (pierwszy dyrektor ICHB PAN; kadencja zakończona przedterminowo w związku z nominacją na Prezesa Polskiej Akademii Nauk)
- 2003–2011: Wojciech Markiewicz
- 2011–2023: Marek Figlerowicz[57]
- od 2023: Luiza Handschuh[58]

#### Przewodniczący Rady Naukowej
Przewodniczący Rady Naukowej ZChB/ICHB PAN i ich zastępcy w kolejnych kadencjach:
- 1984–1986: Jerzy Wrobel (zastępcy: Jerzy Pawełkiewicz(inne języki) i Aleksander Zamojski)
- 1987–1990: Jerzy Pawełkiewicz (zastępcy: Ignacy Siemion i Kazimierz Wierzchowski)
- 1991–1994: Aleksander Zamojski (zastępcy: Kazimierz Wierzchowski i Aleksander Zamojski)
- 1995–1998: Aleksander Zamojski (zastępcy: Jerzy Pawełkiewicz i Kazimierz Wierzchowski)
- 1999–2002: Kazimierz Wierzchowski (zastępcy: Wiesław Antkowiak i Ignacy Siemion)
- 2003–2006: Kazimierz Wierzchowski (zastępcy: Ewa Bartnik i Kazimierz Wierzchowski)
- 2007–2010: Maciej Żylicz (zastępcy: Wiesław Antkowiak i Włodzimierz Krzyżosiak)
- 2011–2014: Andrzej Legocki (zastępcy: Ewa Bartnik i Henryk Koroniak)
- 2015–2018: Andrzej Legocki (zastępcy: Ewa Bartnik i Henryk Koroniak)
- 2019–2022: Andrzej Legocki (zastępcy: Ryszard Adamiak i Adam Szewczyk)
- 2023–2026[60][61]:
  - 2023–2024: Andrzej Legocki (zastępcy: Michał Sobkowski i Adam Szewczyk)
  - 2025–2026: Marek Figlerowicz (zastępcy bz.)